# Elopia
Elopia  este un oraș în Grecia în prefectura Boeotia.